# مل (ونتو)
مل (به ایتالیایی: Mel) یک کومونه در ایتالیا است که در استان بلونو واقع شده‌است. مل ۸۵٫۷ کیلومتر مربع مساحت و ۶٬۲۷۲ نفر جمعیت دارد و ۳۶۲ متر بالاتر از سطح دریا واقع شده‌است.